# Aatos
Aatos ist ein männlicher finnischer Vorname.

## Herkunft
Er stammt aus dem Finnischen und bedeutet „Denken“.

## Bekannte Namensträger
- Aatos Jaskari (1904–1962), finnischer Ringer
- Aatos Lehtonen (1914–2005), finnischer Sportler